# Maendgheld
Het maendgheld was een vergoeding die de poorters van Brugge ontvingen in ruil voor militiediensten.
Het dienen in de stedelijke militie, het gemeenteleger, was immers een van de voorwaarden voor het poorterschap, in zoverre zelfs dat dienstweigeraars hun poorterschap konden verliezen. Het maendgheld werd voor het eerst geattesteerd in 1349, maar verdween al snel terug in 1382, hoewel het pas afgeschaft werd na uitvaardiging van het Calfvel door de hertog van Bourgondië, Jan zonder Vrees, in 1409.